# أنماري فون مات
أنّماري فون مات هي كاتِبة ورسامة سويسرية، ولدت في 10 أبريل 1905 في Root, Switzerland ‏ في سويسرا، وتوفيت في 27 نوفمبر 1967 في ستانس في سويسرا.